# Lycomorpha
Lycomorpha é um gênero de traça pertencente à família Arctiidae.